# Malation
Malationul (denumit și carbofos) este un insecticid organofosforic care acționează ca inhibitor al acetilcolinesterazei.
Ca pesticid, este utilizat pe larg în agricultură și în zonele urbane, inclusiv în programele de eradicare a țânțarilor. În Statele Unite, este cel mai frecvent utilizat insecticid organofosforic.